# TMBIM4
TMBIM4‏ (Transmembrane BAX inhibitor motif containing 4) هوَ بروتين يُشَفر بواسطة جين TMBIM4 في الإنسان.